# Streptocephalus texanus
Streptocephalus texanus är en kräftdjursart som beskrevs av Alpheus Spring Packard 1871. Streptocephalus texanus ingår i släktet Streptocephalus och familjen Streptocephalidae. Inga underarter finns listade i Catalogue of Life.